# Globularia dumulosa
Globularia dumulosa är en grobladsväxtart som beskrevs av Otto Karl Anton Schwarz. Globularia dumulosa ingår i släktet bergskrabbor, och familjen grobladsväxter. Inga underarter finns listade i Catalogue of Life.